# 자스역
자스역(독일어: Bahnhof Saas)는 스위스 그라우뷘덴주 자스 임 프래티가우 지자체에 있는 기차역이다. 래티셰 철도의 1,000mm 미터궤 란트콰르트-다보스 플라츠선의 중간 정류장이다.

## 운행편
다음 서비스는 자스에서 정차한다:
- 레기오익스프레스 :
  - 디젠티스/무쉬테와 스쿠올-타라스프 사이에 매시간 운행
  - 란트콰르트와 다보스 광장 사이에 매시간 운행
- 레기오 :
  - 스쿠올-타라스프에 제한된 서비스.
  - 란트콰르트와 다보스 광장 사이에 제한된 운행